# Cydistomyia griseicolor
Cydistomyia griseicolor är en tvåvingeart som beskrevs av Ferguson och Hill 1922. Cydistomyia griseicolor ingår i släktet Cydistomyia och familjen bromsar. Inga underarter finns listade i Catalogue of Life.